# Furcinula
Furcinula is een geslacht van vlinders van de familie bladrollers (Tortricidae).

## Soorten
- F. perizoma Diakonoff, 1960
- F. punctulata Diakonoff, 1960